# Nier: Automata
Nier: Automata (Japonsky: ニーア オートマタ, Nīa Ōtomata) je akční RPG vydané v roce 2017 společností Square Enix a vyvinuté společností PlatinumGames. Jedná se o pokračování hry Nier (2010), což je spin-off a pokračování série Drakengard. Nier: Automata byla původně vydána pro PlayStation 4 a Windows přes platformu Steam. Následující rok byl zveřejněn port pro Xbox One. Port pro Nintendo Switch byl vydán v roce 2022.
Nier: Automata se odehrává během proxy války mezi mimozemsky vytvořenými stroji a lidmi vytvořenými androidy, zaměřující se na bojového androida 2B, skenerového androidu 9S a nevyzpytatelného prototypu A2. Příběh vyžaduje několik průchodů, kdy každý nový průchod odhaluje nové příběhové prvky a tajemství. Hra kombinuje prvky hraní rolí s akčním bojem typu hack-and-slash. Zahrnuje také hratelnost z jiných žánrů videoher, s prvky od stříleček až po textové adventury.
Produkce začala v roce 2014, kdy si tvůrce Yoko Taro, producent Yosuke Saito a hlavní skladatel Keiichi Okabe zopakovali své role v předcházející hře Nier. Akihiko Yoshida, známý pro svou práci v sérii Final Fantasy, vedl design postav. Cílem bylo vytvořit pokračování hry, která by byla věrná Nieru a přitom zlepšila soubojový systém. Vzhledem k tomu, že tento projekt byl pro PlatinumGames nový, museli jeho zaměstnanci při vývoji herního prostředí a prostředí otevřeného světa čelit mnoha výzvám. Příběh, který napsal Yoko, zkoumá témata hledání hodnoty v životě a důvody, proč lidé zabíjí.

## Hratelnost
Nier: Automata je akční hra na hrdiny (ARPG), ve kterém hráči prozkoumávají otevřený svět. Kromě standardní pěší navigace hra obsahuje scénáře s bitvami létajících mechů a také speciální předměty, které hráči mohou přivolat zvíře k jízdě. Skrz svět se nachází nehratelné postavy (NPC), které hráči nabízí různé vedlejší úkoly a obchody v hlavních lokacích, kde prodávají různé předměty, včetně spotřebních, které obnovují zdraví.
Boj využívá systém hack and slash založený na akci v reálném čase, používá lehké i těžké útoky a kombinuje je do různých silnějších útoků. Hráč se také může vyhýbat příchozím útokům, a získávat tak nezranitelnost nebo bonusy do protiútoku na základě načasování. Hráčovi také pomáhá létající robot „Pod“, který zahajuje různé útoky na dálku, které si hráč vybere podle herní preference a strategie, od jednoduché střelby až po silné údery kladivem. První protagonistka 2B střídá dvě zbraně, druhý protagonista 9S kombinuje lehké útoky s hackováním nepřátel a poslední protagonistka A2 může obětovat své zdraví, aby na krátkou chvíli posílila svou útočnou sílu. K dispozici jsou čtyři třídy zbraní; krátké meče, dlouhé meče, bracery a kopí. Útoky s různými typy zbraní lze nabíjet a spouštět pro zvýšení poškození, nebo se dají vzájemně kombinovat v střídajících sekvencích, dosahující vizuálně zajímavého a silnějšího útoku.
Hráči získávají zkušenostní body skrz boj, čímž si zvyšují zdraví, obranu a sílu útoku. Přizpůsobení postavy je řešeno prostřednictvím čipů, které mění atributy. Čipy mohou měnit HUD, přidávat nové schopnosti a udělovat hráčským postavám různé posílení. Počet čipů, které lze najednou nainstalovat, je omezen na počet slotů, které má postava. Čipy lze buď zakoupit v obchodech, nebo je sbírat od poražených nepřátel. Pokud hráč zemře, znovu se objeví na svém poslední místě uložení. Hráč pak může najít své původní tělo a buď se ho pokusit opravit, nebo z něj získat předměty a zkušenosti. Pokud je pokus o opravu úspěšný, tělo je vzkříšeno jako dočasný spojenec, ale pokud je pokus neúspěšný, stává se nepřítelem, kterého musí hráč porazit. S povolenými online funkcemi lze také nacházet těla ostatních hráčů tam, kde zemřeli, a oživit je.

## Synopse

### Prostředí a postavy
Nier: Automata sdílí postapokalyptické prostředí s související hrou Nier, a odehrává se tisíce let po událostech původní hry. Fiktivní vesmír Nier existuje v alternativní časové ose v rámci série Drakengard, a i přes to že se drží tradiční Drakengardské tradice temné atmosféry a rozvětvených dějů, neexistuje žádné přímé narativní spojení mezi Nier: Automata a zbytkem série. Příběh se odehrává v roce 11945 našeho letopočtu, kdy probíhá proxy válka mezi lidmi vyrobenými androidy a invazní armádou mimozemských strojů. Ačkoli je jim zakázáno mít emoce a postrádají skutečná jména, každý android má odlišnou osobnost, od čehož se odvíjí jejich počáteční písmeno jména. Jednotky „YoRHa“ jsou řízeny z bunkru, z průzkumné základny, která obíhá Zemi. YoRHa také bojuje po boku pozemských androidů z doby jim předcházející, známých jako Resistance.
Počáteční protagonistkou hry je 2B (zkratka pro „YoRHa č. 2 Type B“), bojový android YoRHa, jejíž hlavními rysy jsou klid a vyrovnanost. 2B doprovází 9S (zkratka pro YoRHa č.9 Type S), „skenovací“ průzkumný android mužského pohlaví, který projevuje více emocí než jiné jednotky YoRHa. Hra později představí další ženskou postavu jménem A2, zastaralého útočného androida, který často jedná sám. Androidy respektivně podporují Pod 042 a Pod 153, lítající roboti připomínající krabici, kteří fungují jako zbraně na dálku. Primárními protivníky hry jsou Adam a Eva, dvojčata z Machine Network; a Red Girls, konstrukt v rámci Machine Network. Mezi další postavy patří Velitelka bunkru, nejvyšší důstojník YoRHy; vůdce kempu Resistance Anemone; Pascal, stroj, který nemá rád konflikty a přeje si mír; Devola a Popola, brzký androidi, které trpí diskriminací z akcí jejich modelové řady; a původní postava Nieru Emil, který ztratil své vzpomínky v průběhu let po původní hře.

### Příběh
Příběh Nier: Automaty je vyprávěn skrz několik průběhů hrou a alternujícími perspektivami postav. První a druhý průchod následují perspektivy 2B, a následně 9S, během nejnovějších androidích útoků proti strojům. Po zpřístupnění trasy pro budoucí mise jsou vysláni, aby odstranili hrozby strojů u kempu Resistance. Během svých misí 2B a 9S zjišťují, že stroje imitují lidské společnosti a koncepty. Oba pracují s pacifistickou skupinou strojů vedenou Pascalem, a bojují s Adamem a Evou, fyzickými projevy Machine Network, který odhaluje, že jejich tvůrci byli zničeni před staletími. 2B a 9S také krátce narazí na A2, nevyzpytatelného YoRHa androida. Adam je zabit 2B poté, co zajme 9S. Během svého zotavování po únosu 9S objeví závadu na serverech YoRHa při synchronizaci sebe a 2B, a zjistí, že lidstvo vyhynulo dlouho před mimozemskou invazí. Posledním pozůstatkem lidstva je server založený na Měsíci s jejich genetickými pozůstatky. Zjišťuje že YoRHa udržuje mýtus o jejich přežití, aby dal androidům důvod k existenci. Při zjištění že Adam je mrtev, Eva zešílí žalem a přivádí připojené Stroje k šílenství. 2B a 9S zabijí Evu, ale 9S se nakazí logickým virem od Evy a přinutí 2B, aby ho zabila. Jeho vědomí ale stále přežívá v místní síti Machine Network.
Třetí průběh hry začíná invazí iniciovanou YoRHou. Logický virový útok, který je umožněn závadou, kterou 9S předešle objevil, poškodí každou YoRHa jednotku kromě 2B a obnoveného 9S. 2B a 9S jsou následně rozděleni a 2B je infikována logickým virem. A2 objeví 2B, která ji požádá, aby zaujala její místo. 9S, nevidomý si této domluvy, vidí pouze moment kdy A2 milosrdně zabije 2B, a přísahá jí pomstu. Současně se ze země zvedá věž vytvořená Stroji, která je odděluje, než se stihnou dát do boje. O čtrnáct dní později se perspektiva rozdělí mezi A2 a 9S. A2, která přežila testovací provoz pro YoRHu, začíná soucítit se Stroji; je svědkem zničení Pascalovy vesnice, a poté momenty kdy vesnické „děti“ páchají sebevraždu ze strachu, kdy budou znovu napadeny. Pascal prosí A2, aby mu buď vymazala paměť, nebo ho zabila; hráč tak v roli A2 může poslechnout Pascalovu prosbu; zabít ho, nebo mu vymazat paměť, ale taktéž ho může opustit. Čím dál tím více psychicky narušený 9S zkoumá platformy věže, bojuje se zbytky strojů a učí se, že věž je navržena tak, aby odpálila raketu na server umístěn na Měsíci. Devola a Popola se obětují, aby otevřely věž, dovolující 9S i A2 vstoupit do vnitra. Během těchto událostí a jejich konečné konfrontace se dozví, že YoRHa byla navržena tak, aby prohrála, a zachovala mýtus lidskosti, a že Machine Network používá válku k podpoře svého vývoje; každá strana tak uvěznila tu druhou ve věčném cyklu válek. A2 se dále dozvídá, že skutečné označení 2B bylo „2E“, jednotka „kat“, určená k opakovanému zabíjení 9S, kdykoli objeví pravdu o lidstvu, a že 9S si toho byl vědom.
9S – nyní šílený a infikovaný logickým virem – vyzve A2 k boji a vyzve hráče, aby si vybral postavu. Volba A2 vede k tomu, že A2 zachrání 9S a sama se obětuje, aby zničila věž. Volba 9S vede k tomu, že se oba androidi se navzájem zabijou; v jeho posledních chvílích je mu nabídnuta možnost připojit se k nyní mírumilovné Machine Network, protože věž změnila svou funkci a vypustila archu obsahující jejich vzpomínky. Jakmile jsou oba konce odemčeny, Podi 042 a 153 vzdorují jejich rozkazům smazat data YoRHy, čímž hráče vyzve ke zničení titulkových kreditů v sekci shoot 'em up. Navzdory možnosti, že 2B, 9S a A2 zopakují události, Podi věří, že pro sebe vytvoří novou budoucnost. Hráč má pak možnost obětovat svá uložená data, aby pomohl ostatním hráčům.
Vracející se postavy Emil, Devola a Popola mají samostatné volitelné příběhy. Devola a Popola byly ostrakizovány a naprogramovány, aby cítili nekonečnou vinu po tom, co jejich modelové řady způsobily vyhynutí lidstva v Nier. Zůstanou v táboře Resistance a budou dělat riskantnější práce a pomáhají androidům YoRHa, až do momentu kdy pomůžou 9S ve věži. Emil ztratil své vzpomínky kvůli kopírování sebe sama, aby mohl bojovat s mimozemšťany. Skupina těchto kopií, zešílená ze ztráty sebe vědomí, funguje jako tajný boss. V moment co hráč vyhraje boj, Emil zemře poté, co si vzpomene na své nyní již mrtvé přátele.

### Ocenění
| Year | Award                              | Category                            | Result    | Ref.   |
| ---- | ---------------------------------- | ----------------------------------- | --------- | ------ |
| 2017 | 35th Annual Golden Joystick Awards | Nejlepší Storytelling               | nominace  | [ 7 ]  |
| 2017 | 35th Annual Golden Joystick Awards | PlayStation Hra Roku                | nominace  | [ 7 ]  |
| 2017 | The Game Awards 2017               | Nejlepší Score/Music                | vítězství | [ 8 ]  |
| 2017 | The Game Awards 2017               | Nejlepší příběh                     | nominace  | [ 8 ]  |
| 2017 | The Game Awards 2017               | Nejlepší Role Playing Hra           | nominace  | [ 8 ]  |
| 2017 | NAVGTR                             | Camera Direction in a Game Engine   | vítězství | [ 9 ]  |
| 2017 | NAVGTR                             | Original Dramatic Score, Franchise  | vítězství | [ 9 ]  |
| 2017 | NAVGTR                             | Hra Roku                            | nominace  | [ 9 ]  |
| 2017 | NAVGTR                             | Herní Design, Frančíza              | nominace  | [ 9 ]  |
| 2017 | NAVGTR                             | Design postav                       | nominace  | [ 9 ]  |
| 2017 | NAVGTR                             | Writing in a Drama                  | nominace  | [ 9 ]  |
| 2017 | Japan Game Awards                  | Award for Excellence                | vítězství | [ 10 ] |
| 2018 | British Academy Games Awards       | Game Design                         | nominace  | [ 11 ] |
| 2018 | British Academy Games Awards       | Game Innovation                     | nominace  | [ 11 ] |
| 2018 | 21st Annual D.I.C.E. Awards        | Role-Playing Game of the Year       | vítězství | [ 12 ] |
| 2018 | SXSW Gaming Awards                 | Excellence in Technical Achievement | vítězství | [ 13 ] |
| 2018 | SXSW Gaming Awards                 | Excellence in Musical Score         | vítězství | [ 13 ] |
| 2018 | Game Developers Choice Awards      | Hra Roku                            | nominace  | [ 14 ] |
| 2018 | Game Developers Choice Awards      | Audience Award                      | vítězství | [ 14 ] |
| 2018 | Game Developers Choice Awards      | Nejlepší Audio                      | nominace  | [ 14 ] |
| 2018 | Game Developers Choice Awards      | Nejlepší design                     | nominace  | [ 14 ] |
| 2018 | 36th Annual Golden Joystick Awards | Xbox Hra Roku                       | nominace  | [ 15 ] |